# Stegania frixa
Stegania frixa är en fjärilsart som beskrevs av Louis Beethoven Prout 1937. Stegania frixa ingår i släktet Stegania och familjen mätare. Inga underarter finns listade i Catalogue of Life.